# Le Monteil, Cantal
Le Monteil är en kommun i departementet Cantal i regionen Auvergne-Rhône-Alpes i mitten av Frankrike. Kommunen ligger  i kantonen Saignes som ligger i arrondissementet Mauriac. År 2022 hade Le Monteil 269 invånare.

## Befolkningsutveckling
Antalet invånare i kommunen Le Monteil
Referens:INSEE